# Astragalus exsul
Astragalus exsul es una especie de planta del género Astragalus, de la familia de las leguminosas, orden Fabales.

## Distribución
Astragalus exsul es una especie nativa de Marruecos.

## Taxonomía
Fue descrita científicamente por Maire. Fue publicado en Mem. Soc. Sc. Not. Maroc 15: 26 (1924).
Sinonimia
- Astragalus turolensis exsul (Font Quer) Maire